# Juan de Badajoz il Giovane
Juan de Badajoz il Giovane (León, 1498 – León, 1552) è stato un architetto spagnolo.

## Biografia

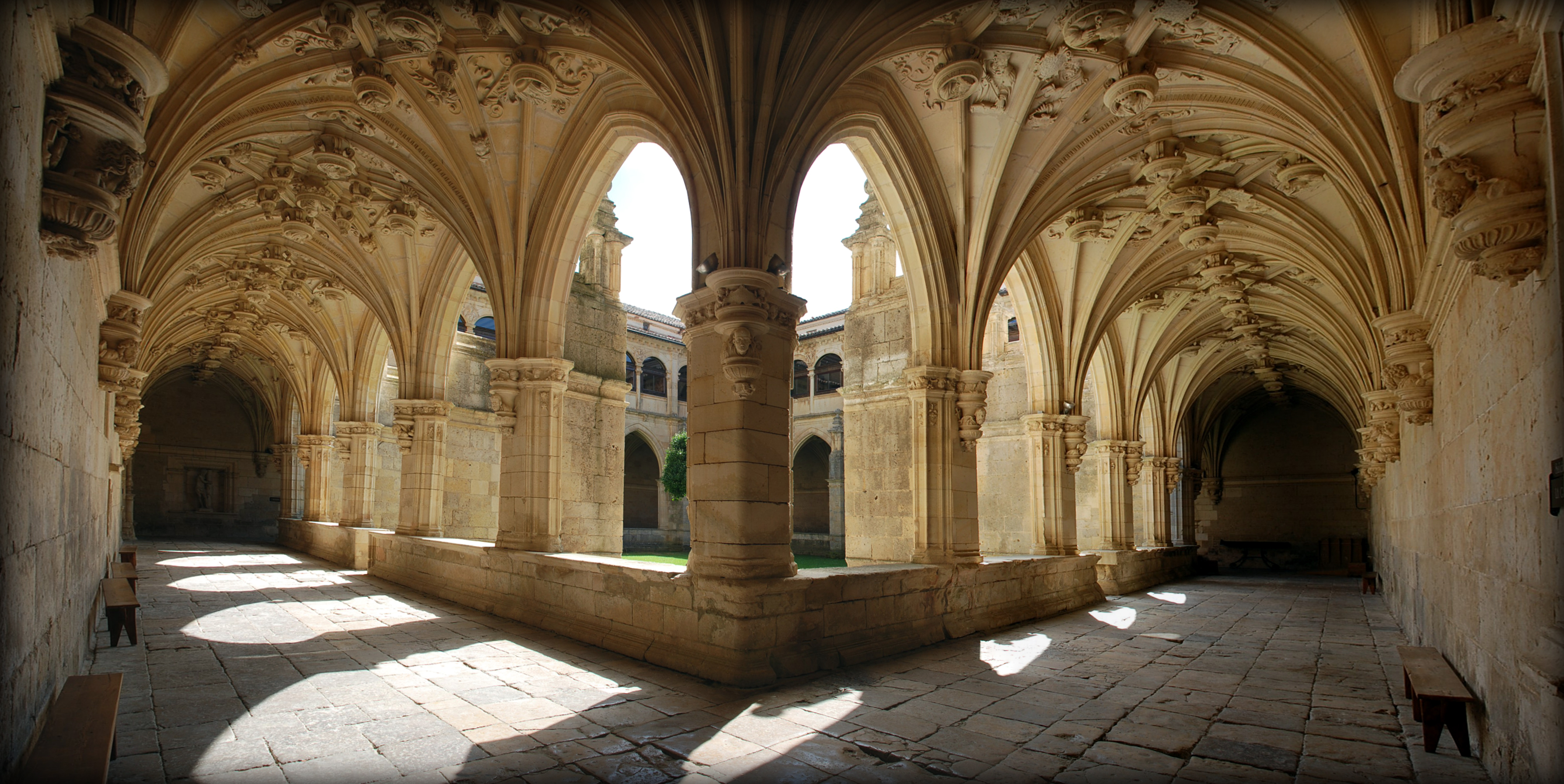
Chiostro di San Zoilo di Carrión de los Condes

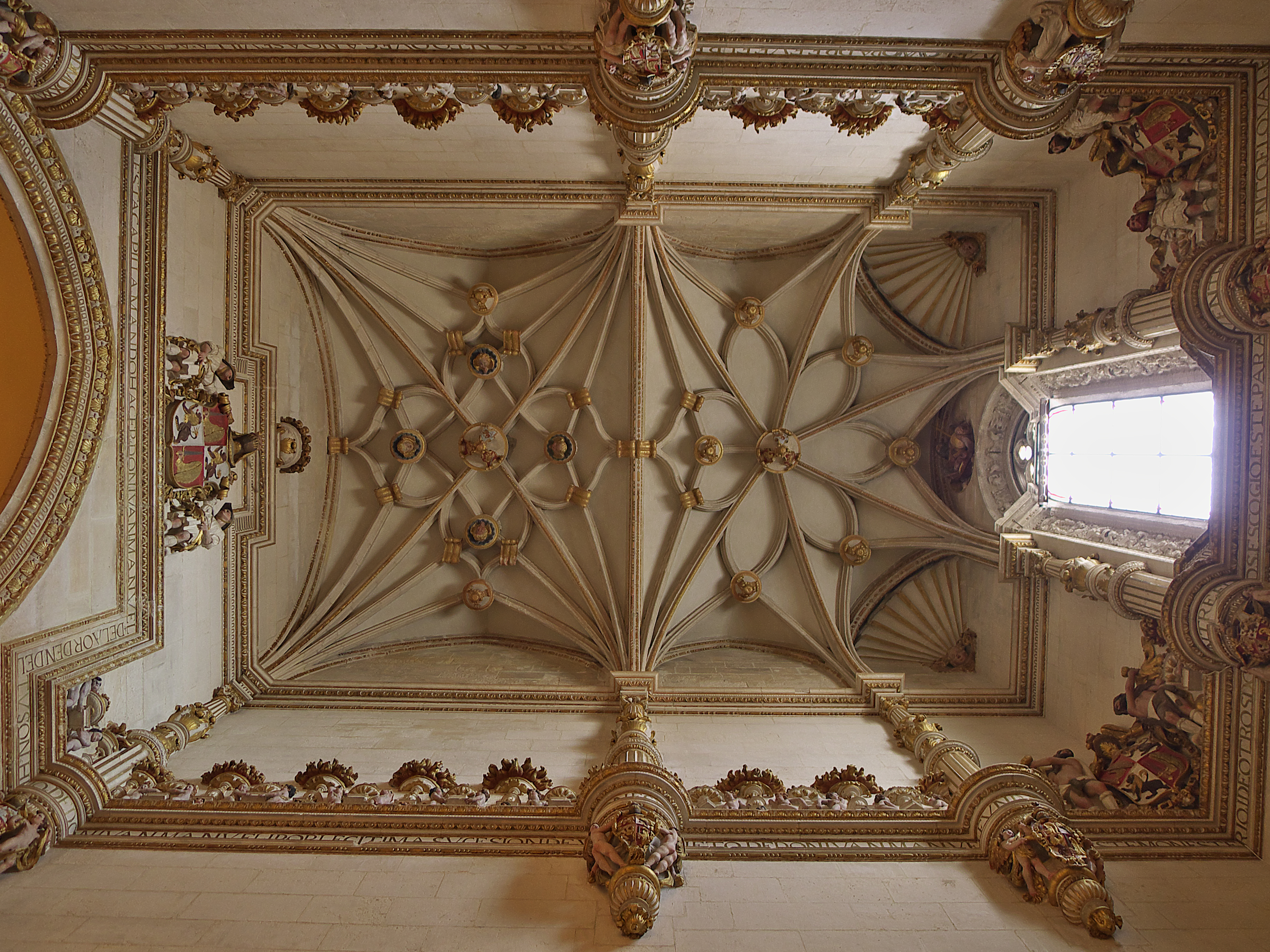
Volta della cappella del bambino don Juan Manuel, Convento di San Pablo (Peñafiel)

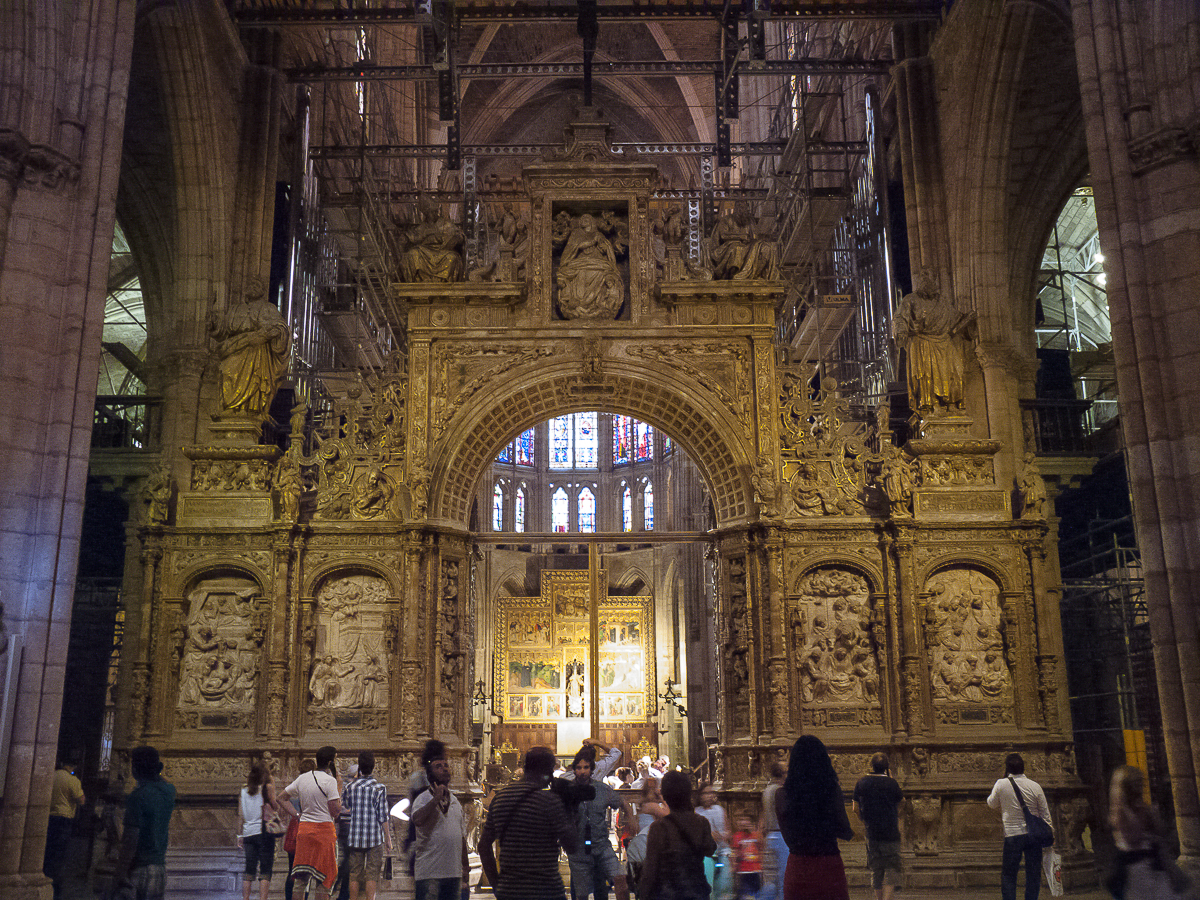
Coro della cattedrale di León

Figlio dell'architetto ufficiale della fabbrica della cattedrale di León, Juan de Badajoz il Vecchio e di Agustina Gutierrez Valenciano, Juan de Badajoz il Giovane nacque a León, dove era attivo il padre dal 1498 fino alla sua morte nel 1522.
La sua formazione artistica fu eseguita accanto al padre maestro del tardo gotico, ma Juan de Badajoz il Giovane diventò uno dei più importanti esponenti spagnoli del Rinascimento.
Dopo la morte del padre, dal 1523 Badajoz il Giovane, prese il suo posto alla guida della fabbrica della cattedrale di León, dove fu nominato capomastro nel 1525, carica conservata fino al 1552.
Visse quasi sempre a León, a parte un breve esilio nel 1522, e si sposò
con Maria Ribera, con la quale ebbe cinque figli.
Il primo lavoro documentato sull'attività artistica di Juan de Badajoz risalì al 1515 e riguardò il santuario della Virgen del Camino a León, dove operò come esperto, in sostituzione di suo padre, insieme ad un altro maestro, Juan de Horozco.
Si possono distinguere due fasi artistiche di Badajoz il Giovane: la prima va dal 1524 al 1534 ed è contraddistinta da opere in stile tardo gotico, in cui le forme rinascimentali italiane non sono state ancora assimilate.
Il risultato di questo periodo sono i suoi interventi nella cattedrale di León, tra i quali l'arco che collega la cappella di Sant'Andrea con la libreria e la cappella di Santiago, effettuati nel 1525.
Nel 1527, diresse nella cattedrale i lavori per l'altare-sepolcro in onore di San Alvito, costituito da un arco di trionfo, sul quale è presente una decorazione abbondante in cui si miscelano elementi grotteschi, putti e vegetali, con scene della vita di San Alvito, temi mariani e della vita di Cristo.
Nello stesso periodo realizzò la pregevole scalinata della sala capitolare della cattedrale, nell'ala nord del chiostro, basata da tre sezioni di differenti dimensioni, caratterizzate da colonne e capitelli impreziositi da sculture allegoriche; questo sarà un modello notevolmente imitato e diffuso.
In questa fase eseguì il lavoro scultoreo e architettonico dell'altare dei Miracoli nel chiostro della cattedrale di León, dove si notarono i primi elementi e le prime influenze rinascimentali.
Verso il 1535 iniziò la seconda fase artistica di Badajoz il Giovane, in cui evidenziò una maggiore influenza franco-borgognona, dovuta alla presenza a León di numerosi artisti stranieri che provenivano da quelle regioni.
La maturazione di Badajoz il Giovane fu evidente con il lavoro al chiostro della cattedrale progettato da lui nel 1537, anche se venne completato diversi anni dopo da Baltasar Gutiérrez.
Juan de Badajoz il Giovane lavorò per la facciata del chiostro del monastero di San Marco di León tra il 1535 e il 1549, ed eseguì alcuni progetti di sviluppo della cupola della basilica di San Isidoro.
Come maestro architetto nel decennio 1540-1550, ricevette  l'incarico di ricostruire e rimodernare alcuni monasteri benedettini nella provincia di León, tra i quali San Pedro de Eslonza con la struttura monastica e la chiesa, il monastero di San Vicente di Oviedo, il chiostro di San Zoilo di Carrión de los Condes (Palencia), eseguito nel 1537, caratterizzato da figure scultoree legate all'ordine benedettino e a tematiche bibliche.

## Opere

### Cattedrale di León
- Arco che collega la cappella di Sant'Andrea con la libreria e la cappella di Santiago;
- Altare-sepolcro in onore di San Alvito;
- Scalinata della sala capitolare;
- Altare dei Miracoli nel chiostro;

### Altri lavori
- Santuario della Virgen del Camino a León;
- Facciata del chiostro del monastero di San Marco di León;
- Cupola della basilica di San Isidoro;
- Monastero di San Pedro de Eslonza;
- Monastero di San Vicente di Oviedo;

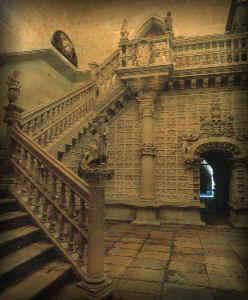
Scalinata della sala capitolare della cattedrale di León

- Chiostro di San Zoilo di Carrión de los Condes.